# Seguretat de l'hidrogen
La seguretat de l'hidrogen tracta la producció segura, el manejament i l'ús de l'hidrogen. Aquest element posa uns reptes únics a causa de la facilitat que té de fugues, d'ignició a baixa energia, la seva flotabilitat i la seva capacitat per fragilitzar metalls. L'hidrogen líquid encara té més complicacions, ja que és encara més dens i es necessita una temperatura extremadament baixa per mantenir-lo en forma líquida.

## Propietats perilloses
Encara que l'hidrogen té moltes propietats útils, algunes d'elles poden causar seriosos problemes de seguretat.
- És incolor i inodor
- És extremadament reactiu amb l'oxigen i altres oxidants
- Baixa temperatura d'ignició
- Alta temperatura de flama
- Flama invisible en condicions diürnes
- Coeficient de Joule-Thomson negatiu
- Petita mida molecular (alta probabilitat de fuites i difusió)
- Límits de flamabilitat molt amplis en barreges d'aire
- Es pot dispersar o reaccionar amb certs metalls, fragilitzant-los
- El líquid criogènic a 20 K és encara més fred que el nitrogen, oxigen o argó congelats
- No aguanta la vida (pot produir asfíxia)